# Enzo Matteucci
Enzo Matteucci (Ancona, 5 ottobre 1933 – Ancona, 3 luglio 1992) è stato un calciatore e allenatore di calcio italiano di ruolo portiere.

## Biografia
È morto di SLA il 3 luglio 1992 a 58 anni e la sua prematura scomparsa, al pari di altre, è stata da alcuni messa in relazione con la sua militanza nella Sampdoria insieme a Vincenzi e Ocwirk (anch'essi morti di SLA), ed alla presunta assunzione di sostanze dannose.

## Carriera
Portiere di statura relativamente ridotta, resta presto orfano di padre ed è allevato dalla madre, che si impiega come donna di pulizie alla previdenza sociale. Cresce nella Feris per poi passare all'Enzo Andreanelli di Ancona in Promozione e poi alla Vigor Senigallia, e all'Anconitana in IV Serie. Successivamente va alla Sambenedettese dove nel 1954 diventa titolare in Serie C conquistando l'anno successivo la storica promozione in Serie B che consente agli adriatici di giocare per la prima volta nella Serie cadetta.

Matteucci (accosciato, al centro) nella SPAL del 1960-1961

Dopo due stagioni con i rossoblù passa all'Inter, con cui esordisce in Serie A il 6 gennaio 1957 contro la Lazio. Divenuto titolare dopo la cessione di Giorgio Ghezzi, offre prestazioni soddisfacenti, pur senza eguagliare il predecessore.
Nel 1960 è acquistato dalla SPAL, nell'ambito della trattativa che porta all'Inter Armando Picchi. Matteucci però si infortuna e resta spesso fuori, sostituito da Lidio Maietti. Addirittura riporta una frattura della volta cranica a Genova in uno scontro con il sampdoriano Luigi Toschi. Mazza a quel punto pensa di sostituirlo con un altro portiere della Sambenedettese, immaginando di bissare il successo di Persico: Patregnani.
Matteucci quindi va alla Roma assieme a Carpanesi e nella capitale rimarrà sino al 1966, per restare inesorabilmente chiuso da Fabio Cudicini. Acquistato per fare il secondo a Piero Battara alla Sampdoria, resta a Genova sino al 1968, per andare poi al Casale ed iniziare successivamente una carriera di allenatore di diverse squadre di Serie C e D.

## Palmarès

### Giocatore

#### Competizioni nazionali
- Coppa Italia: 1

Roma: 1963-1964
- Campionato italiano di Serie B: 1

Sampdoria: 1966-1967